# Undersea Kingdom
Undersea Kingdom ist ein 12-teiliges US-amerikanisches Science-Fiction-Fantasy-Serial von 1936. Ein zweiteiliger 80-minütiger Spielfilm-Zusammenschnitt wurde 1953 unter dem Titel Unga Khan, der Herr von Atlantis auch in westdeutschen Kinos aufgeführt (Teil 1: Der versunkene Erdteil, Teil 2: Der Turm der Vernichtung). 1966 entstand in den USA eine 100-minütige Fernsehfassung unter dem Titel Sharad of Atlantis.

## Handlung
Professor Norton hat Erdbeben gemessen und daraus geschlossen, dass diese nur durch Kraftwellen der Atlanter erzeugt worden sein können. Zusammen mit seinem Sohn Billy, dem Marineoffizier Crash, der Journalistin Diana und dem Mechaniker Joe reist Norton mit seinem Raketen-U-Boot nach Atlantis.
In dem unter einem Metalldom liegenden Unterwassereich existiert eine hochentwickelte Technik mit Magnet-, Desintegrator- und Atomstrahlen, Panzerwagen (der Juggernaut), Raketenflugzeugen und Robotern. Allerdings herrscht in Atlantis Krieg; der abgesetzte Hohepriester Sharad kämpft gegen den neuen Herrscher Unga Khan, der wiederum mit einem Todesstrahl die ganze Welt beherrschen will. Crash verbündet sich mit Sharad und verhindert im letzten Moment, dass Unga Khan mit seinem Strahl Nordamerika unterwerfen kann.

## Produktionshintergrund
Die Produktion war eine Antwort auf das Universal Pictures-Serial Flash Gordon aus demselben Jahr, wurde jedoch mit einem wesentlich geringeren Aufwand an Tricktechnik realisiert und war eine der kostengünstigsten Republic-Produktionen überhaupt.

## Kritik
„Wie in allen Serials dieser Zeit liegt auch in diesem der Schwerpunkt auf Action. Mit der Knarre wird nicht lange gefackelt und nach Logik schon gar nicht gefragt.“

„Despite all the hype, "The Undersea Kingdom" is regarded today as an enjoyable, if somewhat bizarre serial … There are lots of extras wearing costumes and as many as 20 horseback riders on screen at once … There are a lot of electrical special effects on display as well … Surprisingly, the serial’s use of miniature props is substandard.“

## Überlieferung
Das Serial ist als DVD ediert und im Internet Archive frei verfügbar. Eine deutsche DVD-Fassung wurde im Februar 2016 veröffentlicht.